# Seppois-le-Haut
Seppois-le-Haut település Franciaországban, Haut-Rhin megyében. Lakosainak száma 504 fő (2022. január 1.). Seppois-le-Haut Seppois-le-Bas, Pfetterhouse, Bisel, Mooslargue és Largitzen községekkel határos.

## Népesség
A település népessége az elmúlt években az alábbi módon változott:
| Lakosok száma | 484  | 488  | 507  | 511  | 512  | 507  | 503  | 504  | 504  |
|               | 2013 | 2015 | 2016 | 2017 | 2018 | 2019 | 2020 | 2021 | 2022 |